# Christian Carion
Christian Carion (ur. 4 stycznia 1963 w Cambrai) − francuski reżyser filmowy i scenarzysta.

## Filmografia
- 1999 Monsieur le député
- 2001 Une hirondelle a fait le printemps
- 2005 Boże Narodzenie
- 2009 Kryptonim Farewell